# Vanderhorstia puncticeps
Vanderhorstia puncticeps är en fiskart som först beskrevs av Deng och Xiong, 1980.  Vanderhorstia puncticeps ingår i släktet Vanderhorstia och familjen smörbultsfiskar. Inga underarter finns listade i Catalogue of Life.